# 天草市立御所浦小学校
天草市立御所浦小学校（あまくさしりつ ごしょうらしょうがっこう）は、熊本県天草市御所浦町御所浦にある小学校。

## 沿革
- 1875年（明治8年）3月 - 御所浦村立小学校設立
- 1879年（明治12年）- 御所浦村立御所浦小学校と改称。簡易科嵐口小学校を設置
- 1880年（明治13年）4月 - 横浦、与一浦、牧島、元浦に分教場を設置
- 1890年（明治23年）- 御所浦簡易小学校と改称
- 1891年（明治24年）9月 - 分教場を統合し、御所浦尋常高等小学校と改称
- 1894年（明治27年）- 横浦分教場を設置
- 1899年（明治32年）- 長浦分教場設置
- 1901年（明治34年）- 嵐口分教場が独立し、嵐口尋常小学校となる
- 1908年（明治41年）4月 - 御所浦尋常小学校と改称
- 1940年（昭和15年）- 御所浦国民学校と改称
- 1940年（昭和15年）9月4日 - 横浦分教場が独立し、御所浦北尋常高等小学校となる
- 1947年（昭和22年）- 御所浦村立御所浦小学校と改称。長浦分教場が独立し、牧島小学校となる
- 1960年（昭和35年） - 元浦分教場が独立し、御所浦南小学校となる
- 1963年（昭和38年） - 御所浦町立御所浦小学校と改称
- 2002年（平成14年） - 牧島小学校を統合
- 2005年（平成17年） - 嵐口小学校、御所浦南小学校を統合
- 2006年（平成18年） - 天草市立御所浦小学校と改称
- 2014年（平成26年） - 御所浦北小学校を統合

## 学校周辺
- 中瀬戸
- 本郷港
- 天草市立御所浦図書館
- 天草市水産研究センター